# Cimacan
Cimacan is een bestuurslaag in het regentschap Cianjur van de provincie West-Java, Indonesië. Cimacan telt 18.867 inwoners (volkstelling 2010).
In Cimacan bevindt zich de botanische tuin Kebun Raya Cibodas van het Indonesisch Instituut van Wetenschappen. De Kebun Raya Cibodas, aangelegd in 1862 onder de naam van Bergtuin, was oorspronkelijk een dependance van 's Lands Plantentuin te Buitenzorg (Bogor).